# Lindera hamiltonii
Lindera hamiltonii är en lagerväxtart som beskrevs av Kostermans. Lindera hamiltonii ingår i släktet Lindera och familjen lagerväxter. Inga underarter finns listade i Catalogue of Life.